# Gazosa (album)
Gazosa è il primo album in studio del gruppo musicale italiano Gazosa, pubblicato nel 2000 dalla Sugar.

## Descrizione
Il disco, originalmente pubblicato nel 2000 con al suo interno tredici tracce tra cover e inediti in lingua inglese, è stato ripubblicato l'anno successivo in concomitanza con la partecipazione del gruppo al 51º Festival di Sanremo con il brano Stai con me (Forever), risultato vincitore nella categoria Nuove proposte. Nella ristampa, oltre al brano sanremese, è presente anche la traccia Complice.

## Tracce
1. Please – 3:53
2. When I See You Around – 3:40
3. World Has Got the Fever – 3:54
4. On a Day Like Today – 2:56
5. Lost and Unfound – 3:43
6. Song 2 – 2:55
7. Babylon City – 3:21
8. Gygabites of Love – 2:52
9. Nobody's Wife – 3:58
10. Mama – 3:46
11. Please (Lf Vrs) – 3:48
12. Lost and Unfound (Lf Vrs) – 3:25
13. Gimme Some Lovin' (Live) – 4:18

Ristampa del 2001
1. Stai con me (Forever) – 3:34
2. Complice – 3:40

## Formazione
- Jessica Morlacchi – voce, basso
- Federico Paciotti – chitarra
- Valentina Paciotti – tastiera
- Vincenzo Siani – batteria